# Boloria dilutior
Boloria dilutior är en fjärilsart som beskrevs av Johann Heinrich Fixsen 1887. Boloria dilutior ingår i släktet Boloria och familjen praktfjärilar. Inga underarter finns listade i Catalogue of Life.